# Gian Maria Accusani
Gian Maria Accusani (né le 26 août 1967 à Pordenone) est un chanteur et guitariste italien.

## Biographie
Originaire de Pordenone, Gian Maria Accusani participe dès son plus jeune âge à de nombreux autres projets dans le domaine de la musique alternative, dans le projet The Great Complotto en tant que batteur puis guitariste, dans Gigolò Look et dans Futuritmi avec le musicien et dessinateur Davide Toffolo, plus tard leader de Tre Allegri Ragazzi Morti,.
Il co-forme en 1995 Prozac+ avec ses concitoyennes Eva Poles et Elisabetta Imelio, et plus tard avec Imelio (décédée en 2020 et pour qui Accusani avait écrit le morceau La fine della chemio), il forme Sick Tamburo. Accusani est coauteur de la musique et auteur de toutes les paroles de Prozac+ et de Sick Tamburo, ainsi que chanteur, guitariste et percussionniste. Ses textes sont souvent basés sur des histoires réelles de détresse personnelle et collective ; les thèmes récurrents sont la drogue, la solitude, l'inconscience et le malaise existentiel.

## Vie personnelle
Gian Maria Accusani a un fils, né à l'âge de 18 ans. Il vit à San Foca di San Quirino (Pordenone).

## Discographie partielle

### Avec Prozac+
- 1996 : Testa plastica
- 1998 : Acido Acida
- 2000 : 3Prozac+
- 2002 : Miodio
- 2004 : Gioia nera

### Avec Sick Tamburo
- 2009 : Sick Tamburo
- 2011 : A.I.U.T.O.
- 2014 : Senza vergogna
- 2017 : Un giorno nuovo
- 2019 : Paura e l'amore
- 2023 : Non credere a nessuno